# SolidWorks
SolidWorks es un software CAD (diseño asistido por computadora) para modelado mecánico en 2D y 3D, desarrollado en la actualidad por SolidWorks Corp., una filial de Dassault Systèmes (Suresnes, Francia), para el sistema operativo Microsoft Windows.  Su primera versión fue lanzada al mercado en 1995 con el propósito de hacer la tecnología CAD más accesible.
El programa permite modelar piezas y conjuntos y extraer de ellos tanto planos técnicos como otro tipo de información necesaria para la producción. Es un programa que funciona con base en las nuevas técnicas de modelado con sistemas CAD. El proceso consiste en traspasar la idea mental del diseñador al sistema CAD, "construyendo virtualmente" la pieza o conjunto. Posteriormente todas las extracciones (planos y ficheros de intercambio) se realizan de manera bastante automatizada.

## Historia
La empresa SolidWorks Corp. fue fundada en 1993 por Jon Hirschtick con su sede en Concord, Massachusetts y lanzó su primer producto, SolidWorks 95, en 1995. En 1997 Dassault Systèmes, conocida por su software CAD CATIA, adquirió la compañía. Actualmente posee el 100% de sus acciones y es liderada por Jeff Ray.

## Historial de versiones
| Nombre/Versión      | Número de compilación       | Fecha de salida          |
| ------------------- | --------------------------- | ------------------------ |
| SolidWorks 95       | R?                          | 1995                     |
| SolidWorks 96       | R?                          | 1996                     |
| SolidWorks 97       | R?                          | 1996                     |
| SolidWorks 97Plus   | R?                          | 1997                     |
| SolidWorks 98       | R?                          | 1997                     |
| SolidWorks 98Plus   | R?                          | 1998                     |
| SolidWorks 99       | R?                          | 1998                     |
| SolidWorks 2000     | R?                          | 1999                     |
| SolidWorks 2001     | R?                          | 2000                     |
| SolidWorks 2001Plus | R?                          | 2001                     |
| SolidWorks 2003     | R?                          | 2002                     |
| SolidWorks 2004     | R?                          | 2003                     |
| SolidWorks 2005     | R?                          | 2004                     |
| SolidWorks 2006     | R?                          | 2005                     |
| SolidWorks 2007     | R?                          | 2006                     |
| SolidWorks 2008     | R                           | 1 de julio de 2007       |
| SolidWorks 2009     | SP5.1                       | 28 de enero de 2010      |
| SolidWorks 2010     | SP5.0                       | 9 de diciembre de 2010   |
| SolidWorks 2011     | SP4.0                       | 17 de junio de 2011      |
| SolidWorks 2012     | SP1                         | 3 de octubre de 2011     |
| SolidWorks 2012     | SP2                         | 2 de febrero de 2012     |
| SolidWorks 2013     | SP1                         | 11 de enero de 2013      |
| SolidWorks 2014     | SP0                         | 7 de octubre de 2013     |
| SolidWorks 2013     | SP5                         | 24 de octubre de 2013    |
| SolidWorks 2014     | SP1                         | 26 de noviembre de 2013  |
| SolidWorks 2014     | SP2                         | 28 de enero de 2014      |
| SolidWorks 2014     | SP3.0 EV (Early Visibility) | 24 de marzo de 2014      |
| SolidWorks 2014     | SP3                         | 14 de abril de 2014      |
| SolidWorks 2016     | 24                          | 1 de octubre de 2015     |
| SolidWorks 2017     | 25                          | 19 de septiembre de 2016 |
| SolidWorks 2018     | 26                          | 26 de septiembre de 2017 |
| SolidWorks 2019     | 27                          | 9 de octubre de 2018     |
| SolidWorks 2020     | 28                          | 18 de septiembre de 2019 |

## Certificaciones
La obtención de certificaciones de SolidWorks les da a los diseñadores (ingenieros, delineantes, ...) la posibilidad de competir y sobresalir en aspectos de diseño, análisis y gestión de datos. Además, les ofrece la oportunidad de ser reconocidos a nivel mundial. 
Las principales certificaciones son:
- CSWA (Certified SolidWorks Associate): se enfoca a temas sobre el manejo básico de las herramientas del software.

- CSWP (Certified SolidWorks Professional): evalúa habilidades avanzadas de diseño de partes y ensambles, al haber obtenido más conocimiento y la destreza en el manejo de las herramientas, los diseñadores pueden especializarse en diferentes módulos, como lo son: dibujo, chapa metálica, superficies, piezas soldadas y herramientas de moldes.

- CSWE (Certified SolidWorks Expert) con esta se demuestra un conocimiento completo de todas las áreas del software.